# Keizer Karel College
Het Keizer Karel College is een scholengemeenschap voor gymnasium, Technasium op vwo- en havoniveau, atheneum, en havo in Amstelveen met een eenjarige brugperiode. De naam van de school wordt in het algemeen afgekort tot KKC.
De school is vernoemd naar keizer Karel de Grote. Van oorsprong is de school katholiek. Zo viert men bijvoorbeeld Kerstmis.
Er wordt samengewerkt met het Alkwin Kollege in Uithoorn, dat onder hetzelfde bestuur valt.
Het merendeel van de leerlingen van het Keizer Karel College komt uit Amstelveen. Daarnaast zijn er veel leerlingen uit Badhoevedorp, Ouderkerk aan de Amstel en Aalsmeer.
Het aantal leerlingen ligt boven de 1800. De school is de afgelopen 10 jaar sterk gegroeid. Jaarlijks starten er 11 à 12 brugklassen. Indien er meer inschrijvingen zijn, zal er op basis van op de website aangegeven criteria leerlingen worden aangenomen en geweigerd. Sinds het schooljaar 2008/2009 zitten alle leerlingen op één locatie.
Aan het Keizer Karel College zijn ca. 200 medewerkers verbonden, waaronder de schoolleiding, docenten, afdelingsleiders en leden van het onderwijs ondersteunend personeel.

## Bekende alumni
- Roger van Boxtel, bestuurder en voormalig politicus
- John Bosman, voormalig voetballer
- Dion Cooper, singer-songwriter, deelnemer Eurovisiesongfestival 2023
- Nicolette van Dam, actrice en presentatrice
- Renate Dorrestein, schrijfster, journaliste en feministe
- Sjoerd Dragtsma, acteur
- Dara Faizi, stand-upcomedian (overleden 2013)
- Martin Garrix, dj en muziekproducent
- Winston Gerschtanowitz, acteur en televisiepresentator
- Giovanca Ostiana, zangeres en model
- Mickey van der Hart, voetballer
- Michiel Huisman, acteur en muzikant
- Hein de Kort, striptekenaar
- Tijmen van Loon, baanwielrenner
- Frank Meester, filosoof, publicist en musicus
- Rick Nieman, televisiepresentator en journalist
- John van 't Schip, voormalig voetballer
- Kira Toussaint, olympisch zwemster
- Saskia Viersen, violiste
- Quirine Viersen, celliste
- Jeroen Woe, cabaretier
- Ed Wubbe, choreograaf, artistiek leider Scapino Ballet